# Tratado de la Resurrección
El Tratado de la Resurrección (NHC I, 43-50) es un manuscrito hallado en Egipto en 1945. Se conserva como una copia en lengua copta. Adquiere la forma de una carta dirigida por un maestro a su discípulo. Expresa una interpretación particular de la enseñanza cristiana sobre la supervivencia después de la muerte, con la separación del hombre interior tras la muerte del cuerpo físico. 

## El manuscrito
El Tratado de la Resurrección (NHC I, 43-50) es uno de los Manuscritos de Nag Hammadi hallados en Egipto en el año 1945. 

El tratado está conservado en una copia en lengua copta perteneciente al Códice I. Este texto es el penúltimo del códice.

## Tradición
La creencia en la resurrección está en el corazón de la fe cristiana. Era, sin embargo, el centro de las preguntas y las discusiones entre los adeptos de la nueva fe, que aún no eran conocidos como cristianos, cuando Pablo de Tarso escribe la Primera Carta a los de Corinto. Estas discusiones que trataban de la creencia en la vida después de la muerte continuaron a través de los siglos II y III, como lo indican los tratados diferentes dedicados a eso. En esta tradición se situó el Tratado sobre la resurrección de Nag Hammadi.

## Aspectos literarios
Es presentado como un documento dirigido por un maestro a su discípulo Regino, aunque carece de dirección al principio de la carta. Es un tratado pequeño y didáctico de ocho páginas que semeja la forma de la discusión filosófica la llamada diatriba.

## El tema de la resurrección
La importancia de esta carta breve y didáctica radica en su interpretación particular poco ortodoxa de la enseñanza cristiana sobre la supervivencia después de la muerte. Antes del final del siglo II, la fecha probable de su composición, los cristianos -tanto  gnósticos como ortodoxos- estaban luchando contra ciertos desafíos y dudas. ¿Tal supervivencia era demostrable filosóficamente (como Sócrates había discutido en el Phaedo)? ¿Qué fórmula podría tomar? (¿La inmortalidad del alma? ¿La resurrección del cuerpo? ¿La reencarnación?) ¿Cuándo sería experimentada tal supervivencia? (¿En la muerte? ¿En el regreso final de Cristo? Quizás ¿incluso antes de la muerte?) La enseñanza del Nuevo Testamento era algo ambigua sobre varios de estos puntos, sin embargo dentro de la Gran Iglesia se llega a un acuerdo sobre al menos dos temas: el prototipo y la base de la esperanza para tal supervivencia eran la resurrección de Jesucristo, y la resurrección de personas individuales implicaría su retención de la identidad personal.
En este Tratado, la resurrección no puede ser hallada en la discusión filosófica, sino en la fe en la resurrección del Señor. Se presenta arraigada primero en la encarnación, muerte, y resurrección del Señor, que es representada para sus seguidores como el sol desvelando sus rayos (45,36 - 40).
La forma de esta resurrección es expresada en relación con la separación del hombre interior tras la muerte del cuerpo físico, para ponerse una vestidura de luz.
Los seguidores más fieles, sin embargo, participan por la fe, del don de la resurrección del Señor (45,24 - 40), una doctrina que es expresada explícitamente en el Evangelio de Felipe (56,15 - 19).

El escritor es indudablemente un cristiano, y su fe está firmemente arraigada en el Nuevo Testamento. Sin embargo, el texto revela ciertas características típicas del Valentinianismo, como la creencia en que la resurrección ya ha llegado o la noción de que el Pleroma preexistente requiere una restauración después de una deficiencia.